# Digital Equipment Corporation
Digital Equipment Corporation, også kendt som DEC og som anvender af varemærket Digital var en større amerikansk virksomhed fra USA fra 1950'erne til 1990'erne.
DEC var en førende producent af computersystemer, herunder computere, software og computerperiferi. DECs PDP og efterfølgende VAX produkter var den mest succesfulde af alle minicomputere målt på solgte enheder.
DEC blev i juni 1998 købt af Compaq hvilket var tidens største virksomhedsovertagelse i computerindustriens historie. På det tidspunkt havde Compaq fokus på enterprise-markedet og havde tidligere opkøbt adskillige større producenter. DEC var en større spiller uden for det amerikanske marked i modsætning til Compaq. Men Compaq fik ikke en synergieffekt ud af opkøbene og fik selv finansielle vanskeligheder. Compaq blev efterfølgende sammenlagt med Hewlett-Packard (HP) i maj 2002.